# Gymnasium Leopoldinum (Detmold)
Das Gymnasium Leopoldinum ist ein öffentliches Gymnasium in Detmold im nordrhein-westfälischen Kreis Lippe. Es ist neben dem Stadtgymnasium und dem Christian-Dietrich-Grabbe-Gymnasium eines der drei Gymnasien der Stadt und die älteste Schule Detmolds.

## Lage
Das Gymnasium Leopoldinum befindet sich seit 1907 im östlichen Teil der Innenstadt Detmolds, an der Hornschen Straße 48. In den 400 Jahren seit der Gründung des Leopoldinums wurde viermal der Standort gewechselt.

## Geschichte des Gymnasiums

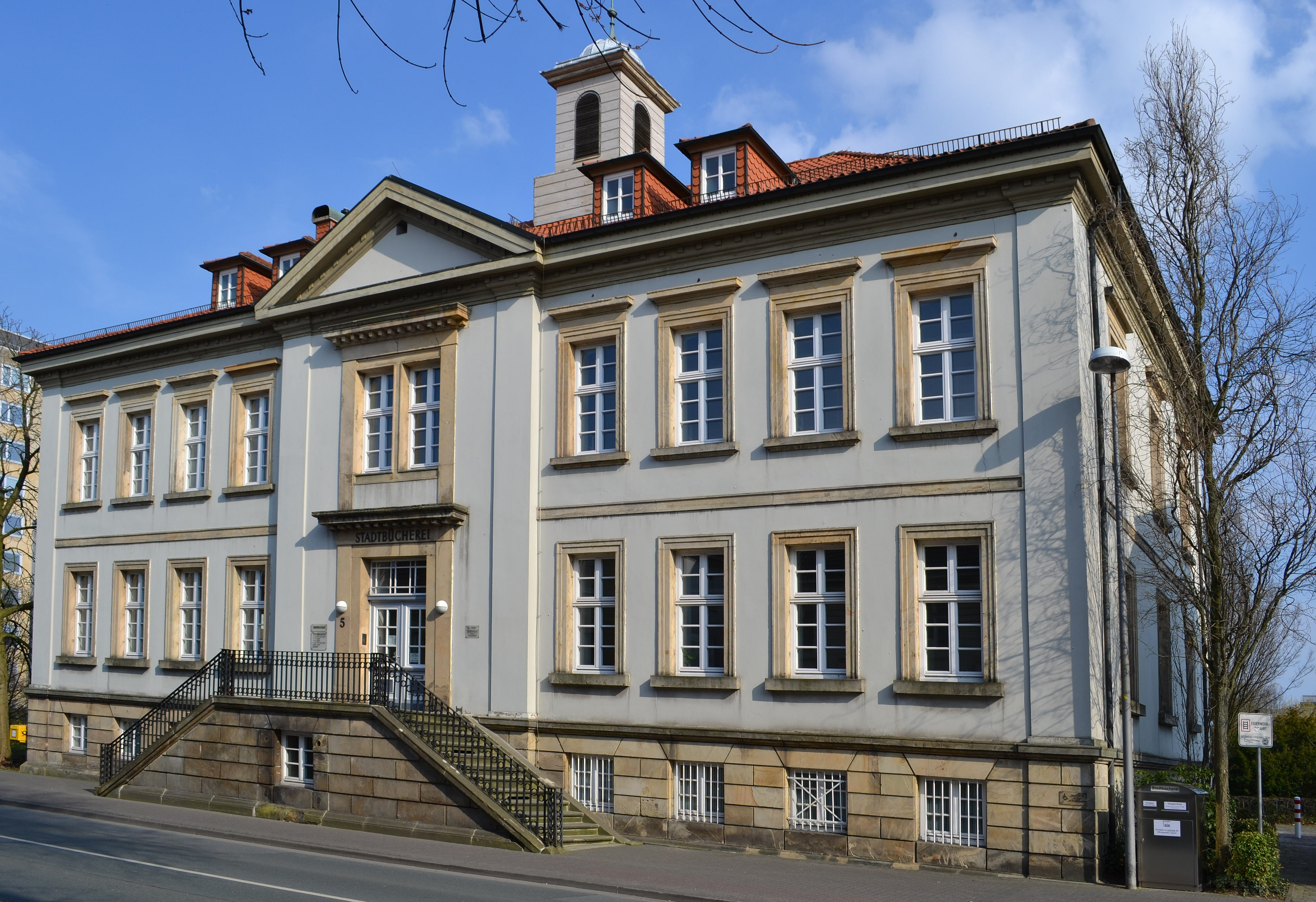
Ehemaliges Gymnasium in der Leopoldstraße

Das Gymnasium wurde im Jahre 1602 als Provinzialschule von Graf Simon VI. zur Lippe gegründet. Erster Standort war ein ehemaliges Kloster in der Schülerstraße. Ein ehemaliger Direktor des Gymnasiums, Heinrich Schierenberg, wurde im Jahre 1848 der erste lippische Abgeordnete in der Frankfurter Nationalversammlung.
Im 18. und 19. Jahrhundert stand das Gymnasium in Konkurrenz mit dem Gymnasium Lemgo. Dies führte so weit, dass das Leopoldinum 1805 durch die Fürstin Pauline zur Lippe (Reg. 1802–1820) beinahe mit dem Lemgoer Gymnasium vereinigt worden wäre, hielt Pauline zwei Gymnasien in einem relativ kleinen Land wie Lippe doch für unverantwortlich.
Anfang des 19. Jahrhunderts stiftete Fürst Leopold II. ein Grundstück für einen Neubau an der Leopoldstraße, welcher 1833 unter Verwendung der Steine des alten Gymnasiums fertiggestellt wurde. Architekt war der Landesbaumeister des Fürsten, Ferdinand Wilhelm Brune. Es wurde nach seinem Stifter benannt und trägt seitdem den Namen „Gymnasium Leopoldinum“.
Am 5. März 1907 wurde die erste Abiturprüfung einer Frau in Lippe, Agnes von Sobbe am Leopoldinum abgenommen. In den folgenden Jahren bereiteten sich viele Mädchen bzw. junge Frauen außerhalb der Schule auf die Prüfung vor und legten sie am Leopoldinum ab. Später nahmen sie regulär am Unterricht teil. Erst als es ab 1931 möglich war, die Abiturprüfung am Oberlyzeum abzulegen, endete Ostern 1930 die Koedukation am Leopoldinum, die erst nach dem Zweiten Weltkrieg wieder aufgenommen wurde.
Bereits in den ersten Jahren des Neubaus in der Leopoldstraße teilte sich die Schule die Räume mit Anfangsausstellungen des Lippischen Landesmuseums, was jedoch später als ungünstig betrachtet wurde. Man entschied sich deshalb für die Errichtung eines neuen Gebäudes an der Hornschen Straße, welches dort noch immer als heutiger „Altbau“ aufzufinden ist. Mit den Plänen wurde im Sommer 1904 begonnen. Der Bau zog sich vom Herbst desselben Jahres bis in den Oktober 1907 hin.
Mit dem Entstehen der Weimarer Republik wurde das Gymnasium von einem fürstlichen in ein staatliches umgewandelt und eine Oberrealschule angegliedert. Im Jahre 1921 wurde das Gymnasium durch den heute noch bestehenden „Turm“ erweitert, in dem man heute die Klassenräume der Erprobungsstufe findet. Im ursprünglichen Altbau befinden sich zahlreiche Klassenzimmer und die Fachräume für Musik, ein Fotolabor, die „Alte Aula“, in der hauptsächlich Konzerte aber auch sonstige  Veranstaltungen stattfinden, die Verwaltung, sowie das Lehrerzimmer und die Büros des Hausmeisters und der Schülervertretung.
Durch die vielen Heimkehrer nach dem Krieg war das Leopoldinum im Jahre 1949 mit 1300 Schülern das größte Gymnasium in Deutschland. Es wurde daraufhin in das Leopoldinum I und das Leopoldinum II getrennt. Fortan gab es also zwei Gymnasien mit dem Namen Leopoldinum.
Das  Leopoldinum I bezog 1955 einen Neubau auf dem benachbarten Grundstück, behielt aber seine bisherige sprachliche Ausrichtung und führte auch die Tradition der humanistisch-altsprachlichen Ausbildung weiter.
Das Leopoldinum II wurde ein Gymnasium mit mathematisch-naturwissenschaftlichem Schwerpunkt und blieb in den ursprünglichen Gebäuden an der Hornschen Straße. Zusätzlich errichtete man noch einen „Neubau“ und die Dreifach-Turnhalle.
Im Schuljahr 1973/74 ging das Gymnasium von staatlicher in städtische Trägerschaft über. 1978 wurde das L1 in ein Gebäude des neuen Schulzentrums an der Sprottauer Str. verlegt.
1987 wurden dann die beiden „Leopoldinen“ wegen stark rückläufiger Schülerzahlen gegen starken Widerstand beider Seiten wiedervereinigt und für ein Jahr lang an zwei Standorten betrieben. Ende der 1990er-Jahre scheiterte ein Antrag, im Dachgeschoss des Altbaus neue Klassenräume einzurichten am Einspruch des Denkmalschutzamtes. Im Jahre 1999 jedoch wurde der Plan, einen Neubau-Anbau zu errichten, um der wachsenden Anzahl der Schüler am Gymnasium durch neue Klassenräume gerecht zu werden, von der Stadt Detmold entwickelt.
Zu den wichtigen Ereignissen in den 2000er-Jahren zählten die Renovierung und der Umbau entsprechend den verschärften feuerpolizeilichen Vorschriften des Neubaus im Sommer 2001. Im Neubau befinden sich bis heute neben zahlreichen Klassenräumen, vor allem für die Oberstufe, die Fachräume für Biologie, Physik, Chemie, Erdkunde, Informatik, Kunst und Geschichte, sowie die Cafeteria und die „Neue Aula“, ein bis zu 500 Zuschauer fassender Theatersaal.
Mit dem Bau des Neubau-Anbaus wurde im Mai 2001 begonnen, das Richtfest wurde im September desselben Jahres gefeiert und der Anbau konnte rechtzeitig zum 400-jährigen Jubiläum 2002 fertiggestellt werden. Hier wurden zusätzlich Medien- und die Kunstfachräume eingerichtet. Ebenfalls im Jahre 2002 wurde eine umfangreiche Jubiläumsschrift über die Geschichte und die Gegenwart des Leopoldinum veröffentlicht. Im August 2004 übernahm erstmals eine Frau die Leitung. Zum Schuljahr 2006/07 wurde das Selbstlernzentrum für Schüler, das sogenannte Leo-Lernzentrum (LLZ), eingeweiht. Zu Beginn des Schuljahres 2010/2011 wurde die Cafeteria durch einen Anbau an der Front des Neubaus in eine Mensa umgewandelt, um die Schüler des G8-Bildungsgangs dem neuen Schulkonzept als Gebundene Ganztagsschule entsprechend versorgen zu können.
Von 2019 bis 2021 wurde der Neubau wegen des Schadstoffs PCB saniert. Der Unterricht wurde in Container verlegt, die auf dem Parkplatz neben der Schule errichtet wurden.
Seit dem 4. Februar 2021 ist Alexandra Nolte die Schulleiterin.

## Schulprogramm
Am Gymnasium Leopoldinum gibt es ein Schulprogramm, welches die verbindlichen Vorgaben der Ausbildungsordnungen, Richtlinien und Lehrpläne im Hinblick auf die spezifischen Bedingungen der einzelnen Schule konkretisiert und die Weiterentwicklung der schulischen Arbeit bestimmt. Im Einzelnen sind dies folgende:
- Übergang Grundschule – Gymnasium
- Berufs- und Studienorientierung
- Geschlechterspezifische Förderung
- Hausaufgabenbetreuung (Erweitertes Raumangebot, Anbindung an das Lernzentrum, fachliche und methodische Schulung)
- Öffnung von Schule
- Umwelterziehung
- Medienerziehung
- Individuelle Förderung sowohl a) bei Leistungsstärken als auch b) bei Leistungsschwächen: a) Möglichkeit des Starts mit Latein und Englisch in der Jahrgangsstufe 5, studieren ab 16, Verkürzung der Schulzeit durch Überspringen, begleitet durch gezielte Vor- und Nachbereitung; b) Förderkurse in Deutsch, Mathematik und Englisch in den Jahrgangsstufen 5, 6 und 11

## Förderverein
Die Schule wird bei ihrem Bildungs- und Erziehungsauftrag durch zwei Vereine unterstützt. Da ist zum einen der Förderverein des Leopoldinum, dessen Mitgliedschaft sich überwiegend aus Eltern- und Lehrerschaft zusammensetzt (aber auch aus Ehemaligen), zum anderen der „Verein ehemaliger Leopoldiner“. Auch gibt es am Leopoldinum die von Heide Barmeyer gegründete Barmeyer-Doerth-Stiftung (bis 2012 Karl-Doerth-Stiftung), welche nach einem ehemaligen Lehrer benannt ist und besonders Leistungsstarke finanziell unterstützt, beispielsweise in Form eines Stipendiums.

## Partnerschulen
- „Collège Saint-Hildevert“, Gournay-en-Bray, Frankreich
- „Lycée Blaise Pascal“, Rouen, Frankreich
- „Lancing College“, Lancing, West Sussex, Großbritannien
- „Deutschsprachige Schule Savonlinna“, Savonlinna, Finnland

Das Leopoldinum kooperiert mit den beiden anderen städtischen Detmolder Gymnasien, dem Christian-Dietrich-Grabbe-Gymnasium und dem Stadtgymnasium Detmold.

## Ehemalige Schüler
- Hermann Friedrich Kahrel (Abschluss 1737)
- Simon Heinrich Adolf Herling (Abschluss 1801)
- Heinrich Karl Brandes
- Eduard Boeckers (Abitur 1882)
- Christian Dietrich Grabbe (Abitur 1820)
- Ferdinand Freiligrath
- August Falkmann, Sohn von Christian Ferdinand Falkmann, Direktor des Leopoldinums von 1818–1844
- Georg Weerth
- Theodor Althaus (Abitur 1840)
- August Althaus (Abitur 1858)
- Georg Rosen
- Rudolf Cruel
- Carl Volckhausen (Abitur 1842)
- August Husemann
- Theodor Husemann (Abitur 1850)[6]
- Ludwig Hölzermann
- Friedrich Rosen (Abitur 1876)
- Leberecht Hoffmann (Abitur 1880)
- Hans von Seeckt
- Curt Wittje (Abitur 1913)
- Friedrich Georg Jünger
- Albrecht Gehring (Abitur 1916)
- Richard Toellner
- Hans Joachim Tornau (Kriegsabitur 1941)
- Eduard Wiegand
- Fabian von Schlabrendorff
- Armin Prinz zur Lippe
- Manfred Fuhrmann
- Karl-Heinz Drexhage
- Erwin Ernst Wilhelm Meier (Abitur ~1958)
- Arend Oetker
- Jörg Bressau (* 1942) (Abitur 1962)
- Hans-Joachim Niemann (Abitur 1962)
- Michael Schwibbe (Abitur 1967)
- Roland Schäfer (Abitur 1968)
- Paul Vincent (Abitur ~1969)
- Winfried Menninghaus
- Peter Lampe (Abitur 1971)
- Uta Bellion (Abitur 1974)
- Andreas Voßkuhle
- Hans-Harald Ehlert (Abitur 1981)
- Stephan Grigat (Abitur 1983)
- Andreas Lange (Abitur 1984)
- Karl Friedrich Stellbrink
- Timm Kruse (Abitur 1990)
- Sören Bartol (Abitur 1993)
- Tommi Schmitt (Abitur 2008)

## Ehemalige Lehrer
- Christian Ferdinand Falkmann (ab 1812, zunächst Lehrer, dann Rektor)
- Heinrich Schierenberg (von 1825–1827 und 1830–1851; erst Lehrer, ab 1832 Professor, ab 1845 Rektor)
- Carl Weerth (1837–1875, ab 1868 Gymnasialprofessor)
- Wilhelm Oesterhaus (1868–1913), Pädagoge und der erste Dichter in lippischer Mundart
- Ernst Anemüller (1884–1918, zunächst Lehrer, später Oberlehrer)

## Trivia
Im Altbau des Leopoldinum, insbesondere im Büro des Schulleiters, wurden 1990 zahlreiche Szenen des TV-Films Die Frosch-Intrige gedreht.